# (11911) Angel
(11911) Angel (1992 LF) – planetoida z pasa głównego asteroid okrążająca Słońce w ciągu 5,72 lat w średniej odległości 3,2 j.a. Odkryta 4 czerwca 1992 roku.